# A bűn története
A bűn története (Dzieje grzechu) 1975-ben készült színes, lengyel erotikus filmdráma. Walerian Borowczyk rendezőnek ez az egyetlen játékfilmje, melyet hazájában forgatott. (A művész élete nagyobb részében Franciaországban élt és alkotott.) A film alapjául Stefan Żeromski egyik melodramatikus regénye szolgált, melyet korábban már kétszer is megfilmesítettek.

## A cselekmény
|  | Alább a cselekmény részletei következnek! |

Ewa kispolgári családban nevelkedik, édesanyja albérlőket tart. Új lakójuk a fiatal ügyvéd, Łukasz Niepołomski, akibe a lány beleszeret. A mama eleinte támogatja a románcot, ám kiadja a férfi útját, amikor megtudja, hogy az nős és nem tud elválni. A szerelmes Ewa megpróbálja felkutatni kedvesét, míg egy napon levelet kap, melyből megtudja, hogy Łukasz súlyos állapotban egy vidéki kórházban fekszik. A férfi ugyanis párbajozott Szczerbic gróffal, mivel a nemesúr ismeretlenül is sértő megjegyzéseket tett Ewára. A szerelemtől elvakult lány mindent maga mögött hagyva kedveséhez utazik, ápolja őt, és munkát vállal egy varrodában. Eleinte szerelmesen telnek a napok, aztán a férfi hirtelen elutazik, hogy válását elintézze. Ewa egyedül marad, és kiderül, hogy várandós. Váratlanul megjelenik Szczerbic gróf, hogy segítséget ajánljon a lánynak, akinek a szépsége elbűvöli. Ewa először elutasítja a gróf segítségét, de a férfi mégis pénzt ad neki. Távozása után nem sokkal Ewánál megindul a szülés. Egyedül hozza világra a gyermekét, ám zavarodottságában megöli a csecsemőt, a tetemet pedig az udvari WC-be dobja. Elutazik, azt remélve, hogy soha nem derül ki a tette. Otthon anyja ellenségesen fogadja, a kitartó Szczerbic gróf azonban újra megjelenik, Lukaszról hozva híreket. Ewára felfigyel két bűnöző, Pochron és Płaza-Spławski, akik tudnak a gyerekgyilkosságról is. A megzsarolt lány kénytelen Pochron feleségeként viselkedni. A bűnözők figyelmét nem kerüli el Szczerbic kitartó udvarlása sem, és aljas tervet dolgoznak ki a férfi kifosztására. Ewára hárul a csalétek szerepe…

## Háttér-információk

### Az irodalmi mű

A szerelmes Szczerbic gróf (Olgierd Łukaszewicz)

A film alapjául a kitűnő lengyel író, Stefan Żeromski (1864–1925) azonos című regénye szolgált, melyet 1908-ban publikáltak először mint folytatásos újságregényt. A mű óriási sikert aratott, és máig rendkívül népszerű Lengyelországban. Nem meglepő tehát, hogy már 1911-ben filmet készítettek belőle. (Erről a verzióról nagyon kevesen tudnak: sokáig az IMDB-n sem szerepelt Antoni Bednarczyk alkotása.) Az 1933-as filmváltozat azonban már csak azért sem merülhetett feledésbe, mert állítólag az volt az első lengyel hangosfilm. Henryk Szaro opuszában a hősnőt Karolina Łubieńska játszotta. A keveset filmező színésznőt Borowczyk a hősnő anyjának szerepére kérte fel az 1975-ös változat számára.

### Grażyna Długołęcka

Ewa a sebesült Łukasznál (Grażyna Długołęcka és Jerzy Zelnik)

Borowczyk kitűnő lengyel színészeket választott a fontosabb szerepekre, ám nagyon sokáig nem találta meg a megfelelő színésznőt Ewa eljátszására. A szerepet ugyanis több kiszemelt színésznő visszaadta a meztelen jelenetek miatt. Állítólag a tényleges forgatás megkezdése előtt 1 nappal szerződtették a pályakezdő Grażyna Długołęckát, akire Stanislaw Rózewicz, a TOR stúdió művészeti vezetője – maga is filmrendező – hívta fel Borowczyk figyelmét, mondván, hogy Długołęcka gátlásoktól mentes, exhibicionista személyiség. Bő negyedszázaddal később Długołęcka úgy emlékezett vissza, hogy Borowczyk mindössze az operatőrt, a fiatalon elhunyt Zygmunt Samosiukot tisztelte a stábból. Grażyna szerint Borowczyk a színészeket csupán marionettfiguraként kezelte, és inkább a díszletekkel, a tárgyak helyével törődött a legtöbbet. Ez persze nem meglepő, hiszen Borowczyk filmjeiben a tárgyi miliőnek mindig kiemelt szerepe van, nem véletlenül nevezték őt „a tárgyak lírikusá”-nak. Dlugolecka nagy reményeket fűzött a szerepéhez, de csalódnia kellett. A film ugyan jelentős szakmai és közönségsiker volt egész Európában, ám a színésznő nem tudta kihasználni a személye iránt támadt külföldi érdeklődést, ugyanakkor hazájában annyira azonosították Ewa alakjával, hogy 5 évig semmilyen új felkérést nem kapott. Długołęcka évtizedekkel később azt nyilatkozta, hogy ma már nem vállalná el a szerepet.
Az előkészületekre viszonylag kevés idő volt, mert bizonyos jelenetek miatt muszáj volt télen is forgatni. Végül 1974 tavaszán kezdődött a forgatás, nem sokkal a téli hó elolvadása előtt. Borowczyk a film hangulatának megteremtése érdekében felhasználta Mendelssohn e-moll hegedűversenyének több részletét is: a mű utolsó jeleneteit például a hegedűverseny zárótételére komponálta.

### Utólagos botrány

Ewa bűnözők hálójában (Marek Walczewski, Grażyna Długołęcka és Roman Wilhelmi)

A Przegląd Tygodniowy 1999. április 14-i számában Długołęcka felidézte a rendezővel és a forgatással kapcsolatos emlékeit. Válaszul Borowczyk 2001 áprilisában Moje polskie lata (Lengyelországi éveim) címmel könyvet jelentetett meg, melynek a Dzieje grzechu 2000 (A bűn története 2000) alcímet adta. Borowczyk a könyvben egy mechanikus kacsához hasonlította Dlugoleckát, akiből éppen csak a rugók hiányoztak. Állítása szerint a forgatás idején a színésznő egy éjszaka el akarta őt csábítani, de ő szó nélkül kidobta Grażynát a szállodai szobából. Amolyan vitalezárásként a Polytika 2002 szeptemberi számában megjelent cikkében Zygmunt Kaluzynski azt írta, hogy Borowczyk és Długołęcka kapcsolata hasonló volt a Marlene Dietrich és Joseph von Sternberg, vagy a Brigitte Bardot és Roger Vadim közötti viszonyhoz.

## Érdekességek
- Borowczyk és Samosiuk kicsiny szerepet játszanak a filmben, de nevük színészként nem szerepel a stáblistán.
- A filmet 1977 júliusában mutatták be Magyarországon, az akkor még létező stúdióhálózat keretében. 2008 végéig bezárólag nem sugározta egyik hazai tévéállomás sem, nem jelent meg nálunk se VHS-en, se DVD-n.
- Roman Wilhelmi és Marek Walczewski együtt játszottak Horváth Z. Gergely Erdély aranykora (1989) című tévéfilmjében is.
- Szerencsétlen véletlen, de 1991-ben a Borowczyk-mű három fontos szereplője is meghalt: Karolina Łubieńska, Roman Wilhelmi és Mieczysław Voit. 2004-ben Marek Walczewskinél Alzheimer-kórt diagnosztizáltak, és emiatt a színész kénytelen volt visszavonulni.

## Főszereplők
- Grażyna Długołecka (Ewa Pobratyńska)
- Jerzy Zelnik (Łukasz Niepołomski)
- Olgierd Łukaszewicz (Zygmunt Szczerbic gróf)
- Roman Wilhelmi (Antoni Pochroń)
- Marek Walczewski (Płaza-Spławski)
- Karolina Łubieńska (Pobratyńska asszony, Ewa anyja)
- Zdzisław Mrożewski (Pobratyński úr, Ewa apja)
- Mieczysław Voit (Cyprian Bodzanta gróf)
- Marek Bargiełowski (Adolf Horst)
- Jolanta Szemberg (Aniela)
- Zbigniew Zapasiewicz (Jutkiewicz atya)
- Władyslaw Hańcza (Dr. Wielgosinski)
- Jadwiga Chojnacka (Leoska, a cseléd)
- Bogusław Sochnacki
- Janusz Zakrzeński (A „Tygodnik Naukowy” szerkesztője)

## Jelölés
- 1975-ös cannes-i filmfesztivál, Arany Pálma-jelölés